# Liste der Einträge im National Register of Historic Places im Lander County
Diese Liste der Einträge im National Register of Historic Places im Lander County enthält alle in Lander County, Nevada in das National Register of Historic Places eingetragenen Gebäude, Bauwerke, Objekte, Stätten oder historischen Distrikte.
Diese Liste entspricht dem Bearbeitungsstand des National Park Service/National Register of Historic Places vom 25. Oktober 2024.

## Legende
| NRHP | Historic Place             |
| HD   | National Historic District |

## Aktuelle Einträge
| [ 2 ] | Name                                | Bild                                | Eintragsdatum                 | Lage | Ort    | Beschreibung |
| ----- | ----------------------------------- | ----------------------------------- | ----------------------------- | --- | ------ | ------------ |
| 1     | Austin Cemetery                     | weitere Bilder                      | 14. Aug. 2003 ID-Nr. 03000753 | nördlicher und südlicher Teilbereich der U.S. Route 50 in Nevada, in der Nähe der Straßenkreuzung mit der Nevada State Route 305 39° 30′ 4″ N, 117° 5′ 3,8″ W | Austin |              |
| 2     | Austin City Hall                    | Austin City Hall                    | 14. Aug. 2003 ID-Nr. 03000754 | 90 South Street 39° 29′ 33″ N, 117° 4′ 15″ W | Austin |              |
| 3     | Austin Historic District            | Austin Historic District            | 23. Nov. 1971 ID-Nr. 71000489 | im Pony Canyon, an der Straßenkreuzung der Nevada State Route 8A und der U.S. Route 50 39° 29′ 37″ N, 117° 4′ 15″ W                                           | Austin |              |
| 4     | Austin Masonic and Odd Fellows Hall | Austin Masonic and Odd Fellows Hall | 14. Aug. 2003 ID-Nr. 03000756 | 105 Main Street 39° 29′ 34″ N, 117° 4′ 10″ W | Austin |              |
| 5     | Austin Methodist Church             | Austin Methodist Church             | 14. Aug. 2003 ID-Nr. 03000751 | 135 Court Street 39° 29′ 32″ N, 117° 4′ 6″ W | Austin |              |
| 6     | Gridley Store                       | Gridley Store                       | 14. Aug. 2003 ID-Nr. 03000752 | 247 Water Street 39° 29′ 22,2″ N, 117° 3′ 46,5″ W | Austin |              |
| 7     | Lander County Courthouse            | Lander County Courthouse            | 14. Aug. 2003 ID-Nr. 03000750 | 122 Main Street 39° 29′ 31″ N, 117° 4′ 11″ W | Austin |              |
| 8     | Lander County High School           | weitere Bilder                      | 20. Juli 2000 ID-Nr. 00000821 | 130 6th Street 39° 29′ 36,6″ N, 117° 4′ 7,6″ W | Austin |              |
| 9     | Nevada Central Turntable            | weitere Bilder                      | 14. Aug. 2003 ID-Nr. 03000759 | in der Nähe der Austin Roping Arena Road, im südlichen Teilbereich der U.S. Route 50 in Nevada 39° 29′ 49,6″ N, 117° 5′ 1,9″ W                                | Austin |              |
| 10    | St. Augustine's Catholic Church     | St. Augustine's Catholic Church     | 14. Aug. 2003 ID-Nr. 03000758 | 113 Virginia Street 39° 29′ 35″ N, 117° 4′ 11″ W | Austin |              |
| 11    | St. George's Episcopal Church       | St. George's Episcopal Church       | 14. Aug. 2003 ID-Nr. 03000755 | 156 Main Street 39° 29′ 28″ N, 117° 4′ 7″ W | Austin |              |
| 12    | Stokes Castle                       | weitere Bilder                      | 14. Aug. 2003 ID-Nr. 03000757 | entlang der U.S. Route 50, westlich von Austin 39° 29′ 37″ N, 117° 4′ 45″ W                                                                                   | Austin |              |
| 13    | Toquima Cave                        | Toquima Cave                        | 4. Apr. 2002 ID-Nr. 02000298  | Humboldt-Toiyabe National Forest 39° 11′ 13″ N, 116° 47′ 12″ W                                                                                                | Austin |              |